# Vanuatu na Letních olympijských hrách 2000
Vanuatu se účastnilo Letní olympiády 2000. Zastupovali ho 3 sportovci (2 muži a 1 žena) ve 2 sportech. Byla to 4. účast této země na olympijských hrách. Vanuatu nevybojovalo žádnou medaili.

## Seznam všech zúčastněných sportovců
| Číslo | Jméno               | Pohlaví | Věk | Sport       |
| ----- | ------------------- | ------- | --- | ----------- |
| 1     | Mary-Estelle Kapalu | Žena    | 34  | Atletika    |
| 2     | Abraham Kepsin      | Muž     | 20  | Atletika    |
| 3     | François Latil      | Muž     | 62  | Lukostřelba |